# Куликов, Илья Юрьевич
Илья́ Ю́рьевич Кулико́в (17 апреля 1961, Ленинград — 18 сентября 1995, Санкт-Петербург) — советский и российский бас-гитарист. Наиболее известен как бас-гитарист и сооснователь группы «Зоопарк».

## Биография
Родился в Ленинграде 17 апреля 1961 года. Воспитывался матерью и её родителями. Мать — Вера Григорьевна, являлась искусствоведом, реставратором, работала в Русском музее, впоследствии, приняв монашество, занималась иконописью. Учился в школе №392 с углублённым изучением французского языка, также неплохо разбирался в изобразительном искусстве. Учась в школе, играл на бас-гитаре в школьной группе «Маки», впоследствии также работал в оркестре ленинградского цирка и проектах Ленконцерта.
В 1980 году познакомился с Майком Науменко. Науменко в то время уже писал и исполнял свои песни и искал состав для группы, чтобы исполнять их в «электричестве». Легко найдя общий язык, они договорились играть вместе в группе, для которой Науменко уже ранее придумал название — «Зоопарк»: 

«Мы с Куликовым сразу понравились друг другу, поскольку оба Овны. Распивая очередную бутылку рома на балконе в парадном у Иши, решили поиграть вместе. Попробовали. Понравилось
Вместе с группой принимал участие в концертах, записи первого студийного альбома «Зоопарка» Уездный город N, сольного альбома Науменко LV, впоследствии включённых в книгу 100 магнитоальбомов советского рока.
В 1984 году его дед Григорий Григорьевич, обеспокоенный отсутствием постоянной работы и чрезмерным увлечением современной музыкой своего внука, попросил участкового провести с ним воспитательную беседу. В результате визита милиции в комнату, в которой проживал Илья Куликов, в ней была обнаружена трава, за что Куликов получил 3 года тюрьмы. Срок отбывал в колонии общего режима в Псковской области, выполняя работу кочегара. Кстати, с ним же отбывал срок другой музыкант ленинградского рок-клуба — Никита Зайцев.
После освобождения по УДО в апреле 1987 года вернулся в группу. Его возвращение совпало с периодом, когда группы Ленинградского рок-клуба, в том числе и «Зоопарк», начали выходить из подполья и вести активную гастрольную деятельность. В частности, музыканты выступили в сентябре 1987 года на Подольском рок-фестивале — первом крупном советском рок-фестивале. В 1990 году принял участие в записи альбома Александра Дёмина «Заткнись и танцуй».
В конце 1990 года Куликов был вновь арестован за кражу мяса с комбината. Суд состоялся на следующий день после смерти Майка Науменко. По воспоминаниям очевидцев, жена Елена смогла сообщить о случившемся Илье, и он от полученной новости расплакался. Суд принял слёзы как искреннее раскаяние и освободил Куликова прямо в зале суда.
В начале 1990-х Куликов вновь получил срок за наркотики, после освобождения некоторое время жил в Псковской области. Умер в 1995 году от отравления метанолом, оказавшимся в купленной в магазине бутылке водки и выпитой вместе с барабанщиком «Зоопарка» Валерием Кириловым. Похоронен на Ковалёвском кладбище.
Был женат. Жена — Елена Куликова. Сын — Родион Куликов (родился в 1981 году).

## Оценки
Майк Науменко так отзывался о своём бас-гитаристе: «Несмотря на сравнительную молодость, имеет солидный музыкальный опыт, играл везде, начиная с Ленконцерта, продолжая цирком и кончая разнообразными рок-группами. Я считаю Илью превосходным басистом, у него колоссальное чувство ритма и гармонии, весьма незаурядный вкус».
Леонид Фёдоров, по воспоимнаниям И. Петровского, рассказывал о Куликове следующее: «Когда однажды «Зоопарк» закончил своё выступление и все ушли со сцены, на ней остался один Илья, как ни в чём ни бывало качавший свою партию. Так длилось довольно долго и вызвало некоторое удивление у слушателей и беспокойство других музыкантов. Оказалось, что басист уже вышел в астрал, но забыл, что нужно возвращаться обратно. При этом... Илья за весь концерт ни в одной вещи не сбился и не слажал».
Игорь Петровский характеризует Куликова так: «У Майка появился басист с отличным чувством ритма и полезным опытом. В те годы легче было повстречать басиста-квазивиртуоза, тяготеющего к сложноструктурированным партиям и продолжительным соло, чем такого, кто просто не сбивается с ритма».

## Дискография

#### «Зоопарк»[9]
- 1981 — Blues de Moscou
- 1983 — Уездный город N
- 1992 — Музыка для фильма (записи 1988—1990 годов)
- 2000 — W (записи выступлений на IV и V фестивалях Ленинградского рок-клуба 1986 и 1987 годов)
- 2021 — ДК МЭЛЗ 8 Апреля 1988. Премьера Фильма «Асса»

#### Сольные альбомы Майка Науменко
- 1980 — Сладкая N и другие (дописал басовые партии к некоторым песням в 1982 году)
- 1982 — LV

#### Сольные альбомы Александра Дёмина
- 1990 — Заткнись и танцуй